# لويس غونزاليس (لاعب كرة قاعدة أمريكي)
لويس غونزاليس (بالإنجليزية: Luis Gonzalez) هو لاعب كرة قاعدة أمريكي، ولد في 3 سبتمبر 1967 في تامبا في الولايات المتحدة.

## وصلات خارجية
- لويس غونزاليس على موقع دوري كرة القاعدة الرئيسي (الإنجليزية)
- لويس غونزاليس على موقعبيزبول رفرنس.كوم (الدوري الرئيسي) (الإنجليزية)
- لويس غونزاليس على موقعبيزبول رفرنس.كوم (الدوري الثانوي) (الإنجليزية)
- لويس غونزاليس على موقع إي إس بي إن.كوم (أم.أل.بي) (الإنجليزية)
- لويس غونزاليس على موقع مشجعي الرسوم البيانية (الإنجليزية)